# Wilhelm von Gloeden
Wilhelm von Gloeden (Marlow, Landkreis Vorpommern-Rügen, 16 september 1856 – Taormina, 16 februari 1931) was een Duits fotograaf, die voornamelijk op Sicilië de (naakt-) fotografie beoefende. 

## Jonge jaren
Baron Wilhelm von Gloeden werd geboren in 1856 in Völkshagen, vandaag een deelgemeente van Marlow in de Landkreis Vorpommern-Rügen (Noord-Duitsland). Zijn familie behoorde tot de lagere adel: vader Von Gloeden, die al snel na Wilhelms geboorte overleed,  werkte als expert op het gebied van bebossing in dienst van de Groothertog van Mecklenburg-Schwerin. 
De jonge Wilhelm von Gloeden  studeerde kunstgeschiedenis in Rostock, en even daarna volgde hij een opleiding tot kunstschilder in Weimar. Op 22-jarige leeftijd trok hij naar Zuid-Europa, voornamelijk om klimatologische redenen: hij was longpatiënt. Al gauw vestigde hij zich op Sicilië, waar hij in de stadje Taormina (gelegen aan de oostkust van het eiland) waar hij vriendschap sloot met een Duitse kunstschilder, tevens locoburgemeester: Otto Geleng.

## Een omslag in het leven van Von Gloeden
Aanvankelijk kon Von Gloeden leven van een bescheiden familiekapitaal, maar toen zijn stiefvader Wilhelm Joachim von Hammerstein vanwege een politiek schandaal in 1889 in ongenade viel bij de Duitse keizer Wilhelm II ging daarmee ook het familiekapitaal verloren, en moest Von Gloeden omzien naar een betaald beroep. Hij had zich inmiddels in de fotografie bekwaamd en werd daarom (kunst)fotograaf.

## Von Gloedens belangrijkste thema
Zijn belangrijkste thema werd daarbij de naakte jongeling; een voor die tijd revolutionair onderwerp. De modellen waren niet moeilijk te vinden: Siciliaanse jongens uit bijna altijd arme families dienden zich maar al te graag aan. Ze werden solo, of in groepjes gefotografeerd, in de meeste gevallen naakt. Als attributen dienden vaak voorwerpen uit de klassieke oudheid (zoals vazen). 

## De collectie bedreigd
In 1878, aan het begin van zijn verblijf in Taormina, sloot hij vriendschap met een 14 jaar oude jongen, Pancrazio Buciuni, bijgenaamd ‘il Moro’ (de Moor). Deze Buciuni zou de rest van Von Gloedens leven zijn partner blijven, zowel persoonlijk als in zaken. Na de dood van Von Gloeden in 1931 erfde hij circa 3000 glasplaten met foto’s van Von Gloeden. Il Moro werd ter verantwoording geroepen door de fascistische autoriteiten voor dit grotendeels als pornografisch beschouwde werk, maar een pleidooi van zijn kant om niet met juridische maatstaven naar kunst te kijken was succesvol. Uiteindelijk heeft ongeveer een derde van de collectie de talloze aanvallen overleefd.

## Populariteit van Von Gloeden
Het werk van Von Gloeden was ongekend populair. Beroemdheden als de industrieel Alfred Krupp, de Britse auteur Oscar Wilde, componist Richard Strauss en vorsten als de Spaanse koning Alfonso, de koning van Siam, koning Eduard VII van het Verenigd Koninkrijk en zelfs de jonge keizer Wilhelm II bezochten zijn Siciliaanse studio. Tentoonstellingen van von Gloedens werk vonden plaats, en ook verscheen zijn werk in diverse bladen.

## Von Gloedens werk nu
Een deel van Taormina’s charme gaat terug op Von Gloeden. De fraai gelegen toeristenplaats vormt sinds Von Gloedens verblijf een bestemming voor alle liefhebbers van Siciliaans schoon. Tot voor kort werden fotoboeken met werk van de baron nog ‘vanonder de toonbank’ verkocht, maar ook hier heeft de homo-emancipatie de kunst een goede dienst bewezen: de albums zijn nu overal vrijelijk te koop.

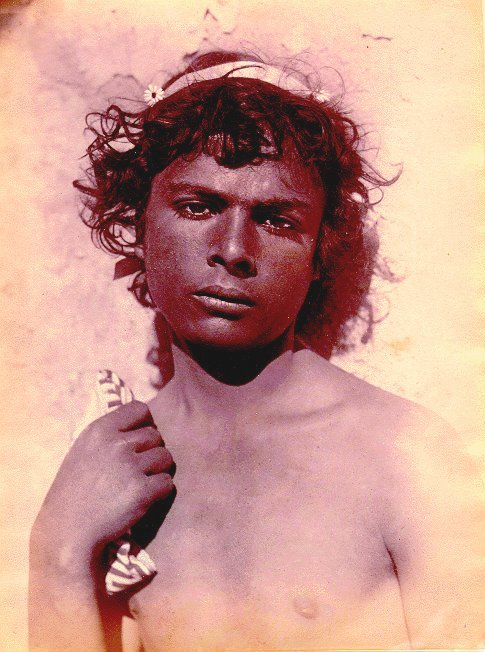
Il Moro ofwel: Pancrazio Buciuni
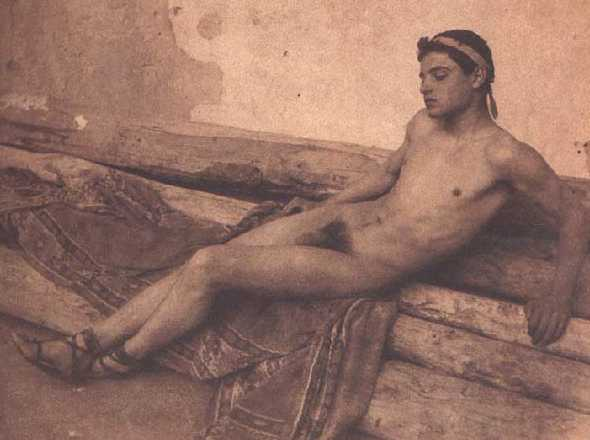
klassiek naakt
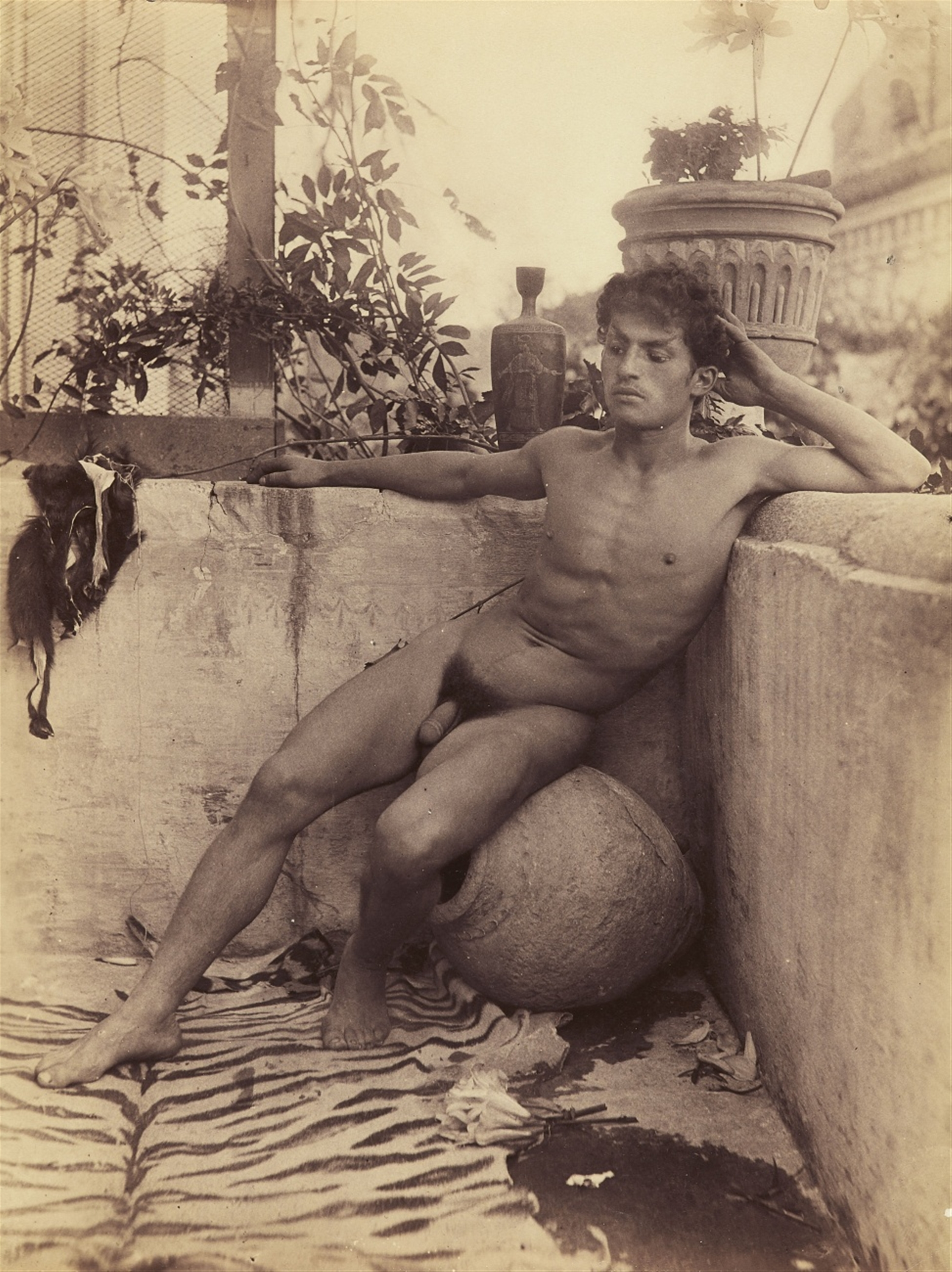
Faun
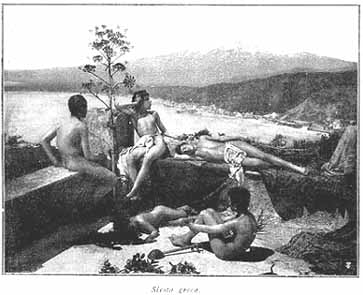
Griekse siësta
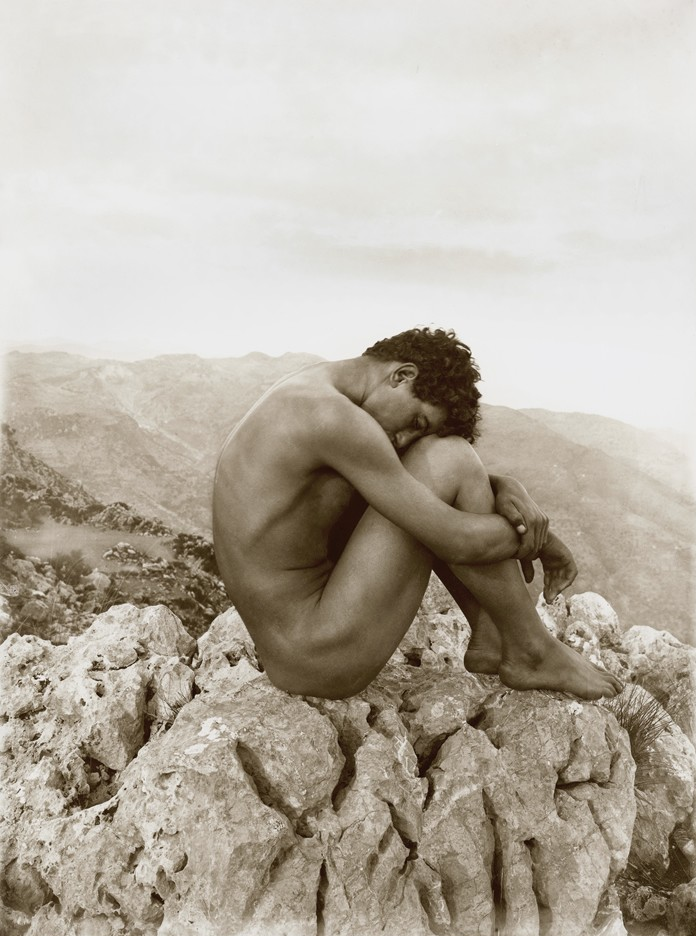
Caino
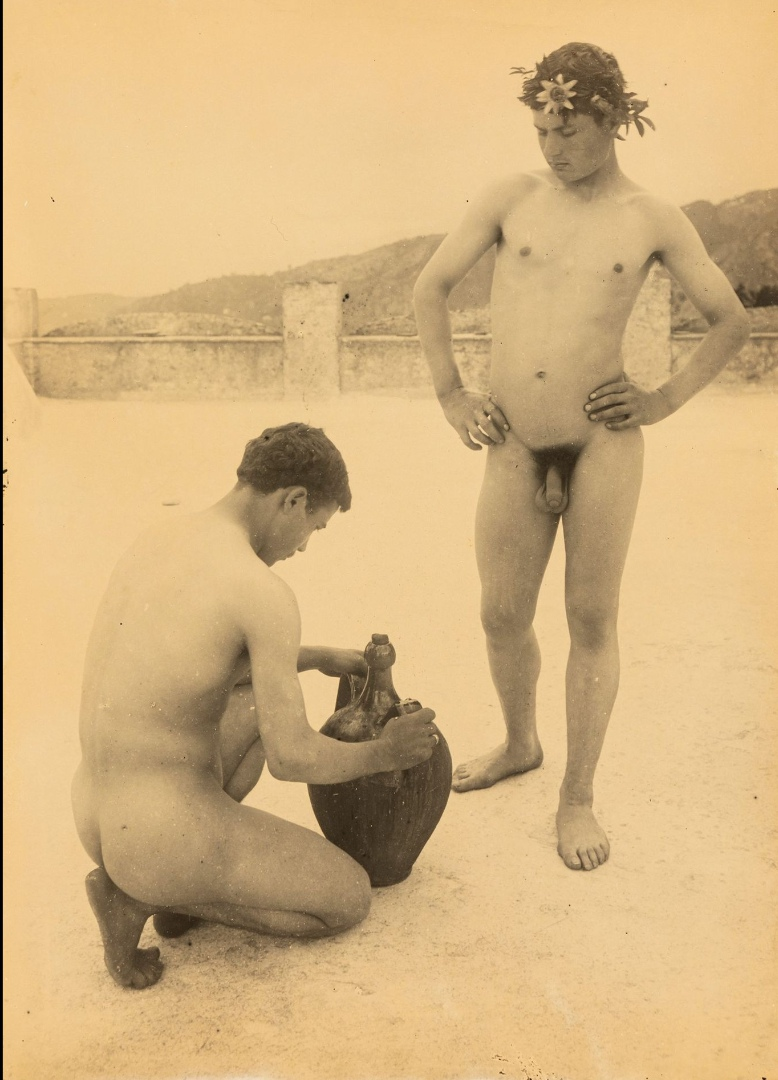
onbekend werk van Von Gloeden
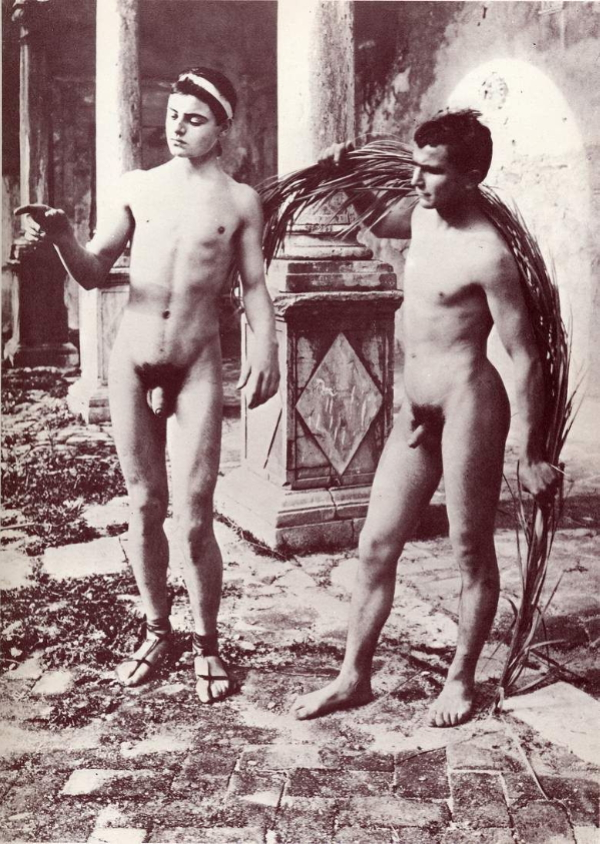
twee naakten in het klooster van S. Domenico
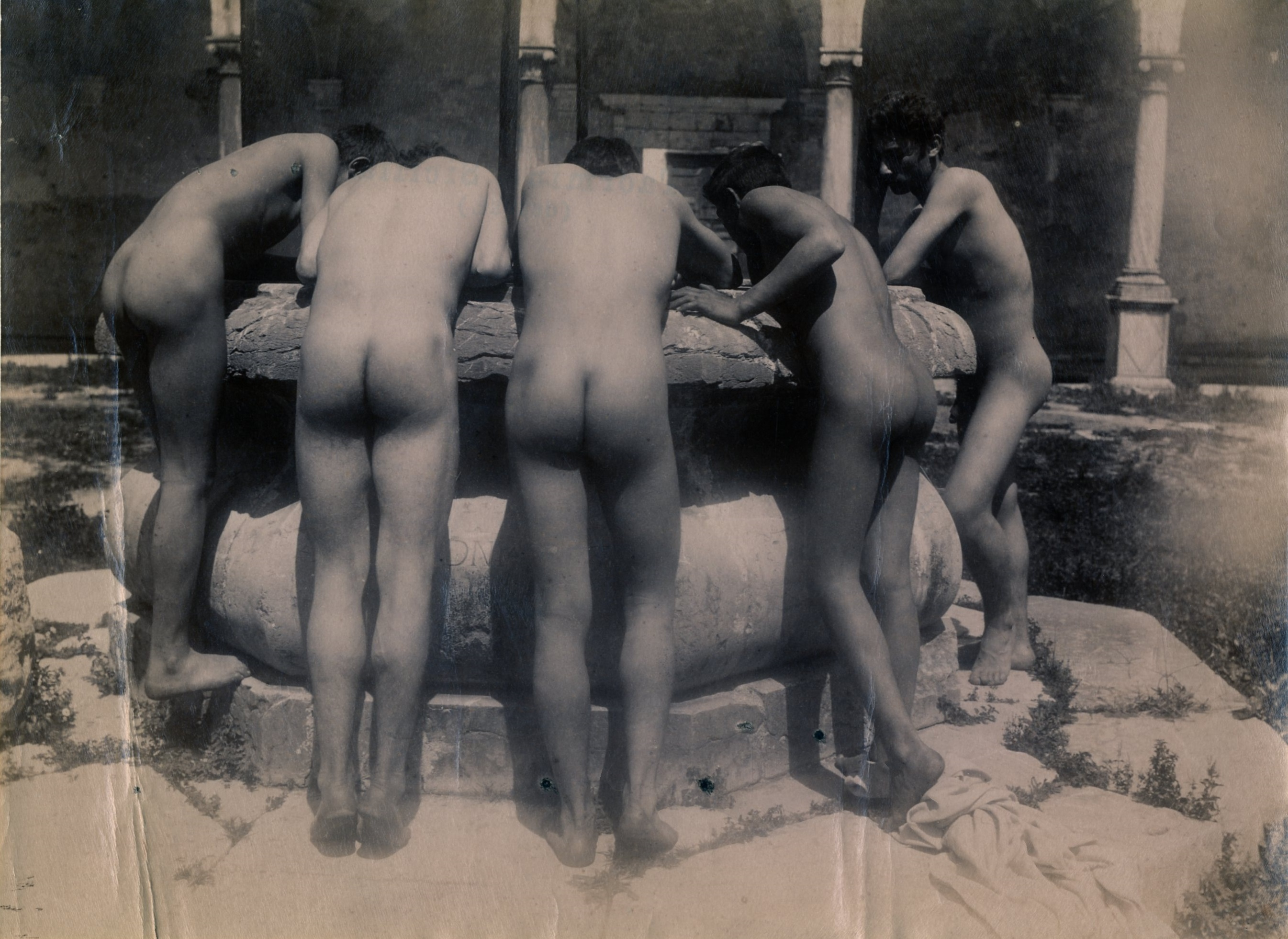
Jongelieden bij fontein

- Bibliothèque nationale de France: cb11905183v (data)
- Gemeinsame Normdatei: 118539817
- International Standard Name Identifier: 0000 0000 8127 1953
- Library of Congress Control Number: n81058618
- Nationale bibliotheek van Australië: 36276978
- Nationale Bibliotheek van Polen: a0000002170416
- Nederlandse Thesaurus van Auteursnamen: 068720467
- PIC: 4846
- RKD-Nederlands Instituut voor Kunstgeschiedenis: 242470
- Istituto Centrale per il Catalogo Unico: PALV010216
- LIBRIS: 259893
- SNAC: w6w3950d
- Système universitaire de documentation: 026894459
- Trove: 1241126
- Union List of Artist Names: 500003318
- Virtual International Authority File: 49226196
- WorldCat: E39PBJhxpq3jtd3V88cXMgB9Dq